# 黃龍湯
黄龙汤，可指以下兩種中醫方劑：
1. 小承气汤、大承气汤、調胃承氣湯所合之三一承气汤加人参、当归、桔梗而成。[1]
2. 《本草綱目》記載的一種古老偏方，將人糞便裝入甕中密封，儲藏於地下或倉庫，久之糞便化為糞汁漆黑臭苦，飲用可治療瘟疫有起死回生之效。[2]
北齊權臣和士開曾患疾病，醫生說只有飲用黃龍湯才可以治癒，和士開對飲用黃龍湯面有難色，有一門客對和士開說：「喝黃龍湯是很容易的事，大王不需懷疑，我先喝給大王看。」門客一飲而盡，和士開見狀勉強服下黃龍湯，疾病果然痊癒。[3]

## 组成
大黄（9g），芒硝（6g），枳实 （9g），厚朴（9g），甘草（3g），人参（9g），当归 （6g）

## 用法
1. 现代用法：水煎服。
2. 古代用法：水二盅，姜三片，枣二枚，煎之后，再入桔梗一撮，热沸为度。

## 功用
攻下热结，益气养血。
主治：阳明腑实，气血不足证。下利清水，色纯青，或大便秘结，脘腹胀满，腹痛拒按，身热口渴，神疲少气，谵语甚或循衣搓空，神昏肢厥，舌苔焦黄或焦黑，脉虚。

## 外部連結
- 黃龍湯 （页面存档备份，存于） 中藥方劑圖像數據庫 (香港浸會大學中醫藥學院) （中文）（英文）

## 分類
1. ↑  吴谦. . 北京: 中国医药科技出版社. 2017.11: 73. ISBN 7-5067-9655-2 请检查|isbn=值 (帮助).
2. ↑  《本草綱目》人部：弘景曰︰近城市人以空罌塞口，納糞中，積年得汁，甚黑而苦，名為黃龍湯，療瘟病垂死者皆瘥。
3. ↑  《北齊書》卷50和士開傳：又有一人士，曾參士開，值疾，醫人云：「王傷寒極重，進藥無效，應服黃龍湯。」士開有難色。是人云：「此物甚易與，王不須疑惑，請為王行先嘗之。」一舉便盡。士開深感此心，為之強服，遂得汗病癒。